# ژان ماری وامپرس
ژان ماری وامپرس (انگلیسی: Jean-Marie Wampers؛ زادهٔ ۷ آوریل ۱۹۵۹) دوچرخه‌سوار اهل بلژیک است.